# Sot de Ferrer
Sot de Ferrer – gmina w Hiszpanii, w prowincji Castellón, we wspólnocie autonomicznej Walencja, o powierzchni 8,64 km². W 2011 roku liczyła 447 mieszkańców.